# Gioconda Belli

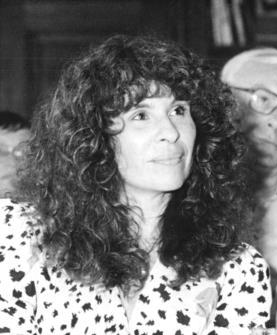
Gioconda Belli, 1989

Gioconda Belli (* 9. Dezember 1948 in Managua, Nicaragua) ist als  nicaraguanische Schriftstellerin und Lyrikerin eine der international bekanntesten lateinamerikanischen Autorinnen.

## Leben

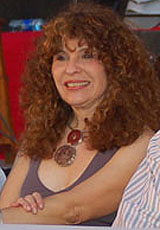
Gioconda Belli im Jahr 2007 in Nicaragua

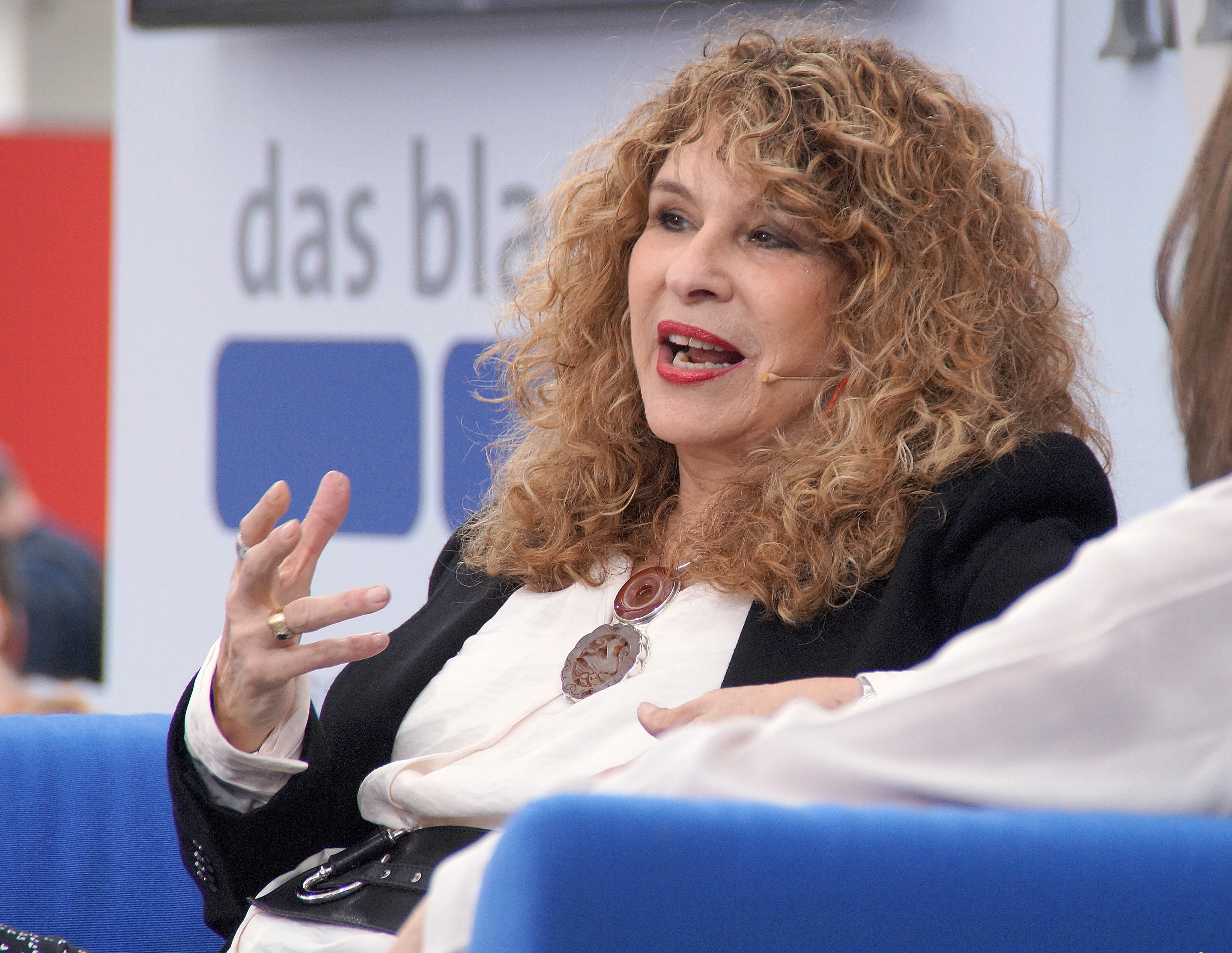
Gioconda Belli spricht auf der Leipziger Buchmesse 2016 über ihre Novelle Mondhitze (2014).

Sie studierte Kommunikationswissenschaften in Spanien und den USA. 1970 schloss sie sich der FSLN an, der Sandinistischen Nationalen Befreiungsfront gegen die Diktatur der Somoza-Familie. Ihr schriftstellerisches, soziales und politisches Engagement stieß auf harsche Kritik von Seiten des Bürgertums.
Gleichzeitig verursachten Anfang der 70er Jahre ihre ersten veröffentlichten erotischen Gedichte im katholisch-strengen Nicaragua einen Skandal. Belli sah sich jedoch durch die Furore um ihre Person in ihren Anliegen als Autorin zusätzlich bestärkt. 1975 verließ sie Nicaragua und ging zunächst nach Mexiko, später dann nach Costa Rica. Zusammen mit ihren drei Kindern kehrte Gioconda Belli 1978 nach Managua zurück und begann in der politischen Bildung und als Kulturredakteurin zu arbeiten.
1978 wurde sie für ihren Lyrikband Línea de fuego mit dem kubanischen Premio Casa de las Américas ausgezeichnet. In dem Band sind revolutionäre und erotische Gedichte veröffentlicht. 1989 erhielt sie den Preis „Das politische Buch“ der Friedrich-Ebert-Stiftung und 2018 den Hermann-Kesten-Preis des deutschen PEN-Zentrums für ihren Einsatz für die Meinungsfreiheit.
Belli beschrieb Nicaragua im Jahr 2018 als von der Familie Daniel Ortegas kontrolliert. (Belli: „Daniel Ortega und seine Familie kontrollieren das ganz Land, von den Medien über die Polizei bis zur Justiz.“) Der Präsident schwinge mit großem Pathos Reden, habe aber in den 12 Jahren seiner Präsidentschaft nicht ein Mal eine Pressekonferenz abgehalten. Bei den Hunderte von Toten fordernden Protesten gegen die Regierung Ortega beklagte Belli erst die „absurde Rhetorik“ und verglich danach (als ehemalige Sandinistin) die Propaganda von Ortegas Frau Rosario Murillo „eher mit Goebbels als mit Orwell“ (“This is more Goebbels than Orwell”). Sie habe eigentlich 1978 gehofft, dass Somoza der letzte Tyrann sein würde, den sie (in ihrem Land) sehen würde, aber das leicht psychopathische Präsidentenpaar habe eines der schwärzesten Kapitel in der Geschichte Nicaraguas geschrieben und im Land eine Klientelwirtschaft entwickelt. Belli lebt im Exil in Madrid. Im Februar 2023 wurde ihr, wie auch 93 weiteren Kritikern des Regimes, die Staatsbürgerschaft entzogen. Sie nahm daraufhin die chilenische Staatsbürgerschaft an. Neben Chile hatten auch Spanien, Argentinien, Kolumbien und Mexiko den ausgebürgerten Nicaraguanern ihre Staatsbürgerschaft angeboten. 2024 erhielt sie die spanische Staatsbürgerschaft.

## Werke

### Romane
- Tochter des Vulkans. Roman (übers. von Lutz Kliche). Dtv, München 2006, ISBN 3-423-20896-1.
- Bewohnte Frau. Roman (übers. von Lutz Kliche). Dtv, München 2007, ISBN 978-3-423-21011-9.
- Waslala. Roman (übers. von Lutz Kliche). Dtv, München 2007, ISBN 978-3-423-20937-3.
- Das Manuskript der Verführung (übers. von Elisabeth Müller). Edition Jumbo, Hamburg 2007, ISBN 978-3-8337-1905-9.
- Unendlichkeit in ihrer Hand (übers. von Elisabeth Müller). Droemer, München 2009, ISBN 978-3-426-19852-0.
- Die Republik der Frauen (übers. von Lutz Kliche). Droemer, München 2012, ISBN 978-3-426-19915-2.
- El intenso calor de la Luna / Mondhitze. Droemer, München 2016, ISBN 978-3-426-28131-4.

### Lyrik
- Quetzalcóatls Traum. Das Gedächtnis Americas. Übersetzt von Erna Pfeiffer. Peter Hammer Verlag, Wuppertal 1992.
- Zauber gegen die Kälte. Erotische Gedichte (übers. von Anneliese Schwarzer). Dtv, München 1998, ISBN 3-423-12577-2.
- In der Farbe des Morgens. Gedichte. Dtv, München 2000, ISBN 3-423-11565-3.
- Wenn du mich lieben willst. Gesammelte Gedichte (übers. von Juliane Steinbach, Dieter Masuhr und Dagmar Ploetz). Hammer-Verlag, Wuppertal 2000, ISBN 3-87294-837-7.
- Feuerwerk in meinem Hafen (übers. von Lutz Kliche). Hammer-Verlag, Wuppertal 2001, ISBN 3-87294-752-4.
- Ich bin Sehnsucht, verkleidet als Frau. Gedichte (übers. von Angelica Ammar und Dagmar Ploetz). Dtv, München 2005, ISBN 3-423-13375-9.

### Anderes
- Die Werkstatt der Schmetterlinge. Ein Märchen (übers. von Wolf Erlbruch). Hammer-Verlag, Wuppertal 1994, ISBN 3-87294-607-2.
- Die Verteidigung des Glücks. Erinnerungen an Liebe und Krieg (übers. von Lutz Kliche). Dtv, München 2002, ISBN 3-423-13015-6.
- Die Blume und der Baum. Eine Liebesgeschichte (übers. von Barbara Steinitz und Sigrid Groß). Hammer-Verlag, Wuppertal 2006, ISBN 3-7795-0069-8.
- Träger der Träume. Hörbuch (gelesen von Suzanne von Borsody, Musik von Grupo Sal), 2007.